# Cuyahoga County
Cuyahoga County är ett administrativt område i delstaten Ohio, USA, med 1 280 122 invånare. Den administrativa huvudorten (county seat) är Cleveland. 
Del av Cuyahoga Valley nationalpark ligger i countyt. 

## Geografi
Enligt United States Census Bureau har countyt en total area på 3 226 km². 1 187 km² av den arean är land och 2 038 km² är vatten.

### Angränsande countyn
- Lake County - nordost
- Geauga County - öst
- Summit County - sydost
- Medina County - sydväst
- Lorain County - väst
- Portage County - sydöst

### Orter
- Bay Village
- Beachwood
- Bedford
- Bedford Heights
- Bentleyville
- Berea
- Bratenahl
- Brecksville
- Broadview Heights
- Brook Park
- Brooklyn
- Brooklyn Heights
- Chagrin Falls
- Cleveland (huvudort)
- Cleveland Heights
- Cuyahoga Heights
- East Cleveland
- Euclid
- Fairview Park
- Garfield Heights
- Gates Mills
- Glenwillow
- Highland Heights
- Highland Hills
- Hunting Valley
- Independence
- Lakewood
- Linndale
- Lyndhurst
- Maple Heights
- Mayfield
- Mayfield Heights
- Middleburg Heights
- Moreland Hills
- Newburgh Heights
- North Olmsted
- North Randall
- North Royalton
- Oakwood
- Olmsted Falls
- Orange
- Parma
- Parma Heights
- Pepper Pike
- Richmond Heights
- Rocky River
- Seven Hills
- Shaker Heights
- Solon
- South Euclid
- Strongsville
- University Heights
- Valley View
- Walton Hills
- Warrensville Heights
- Westlake
- Woodmere